# Вест Хил (Охајо)
Вест Хил (енгл. West Hill) насељено је место без административног статуса у америчкој савезној држави Охајо.

## Демографија
По попису из 2010. године број становника је 2.273, што је 250 (-9,9%) становника мање него 2000. године.
| Група             | 2000.         | 2010.         |
| Белци             | 2.200 (87,2%) | 1.941 (85,4%) |
| Афроамериканци    | 265 (10,5%)   | 213 (9,4%)    |
| Азијати           | 9 (0,4%)      | 3 (0,1%)      |
| Хиспаноамериканци | 18 (0,7%)     | 28 (1,2%)     |
| Укупно            | 2.523         | 2.273         |